# 世界价值观调查
世界价值观调查（ WVS ）是一个全球性的研究项目，旨在探索人们的价值观和信仰、它们随着时间的推移如何变化以及它们产生哪些社会和政治影响。自 1981 年以来，世界范围内的社会科学家网络作为 WVS 的一部分，在近 100 个国家开展了具有代表性的国家调查。
WVS 测量、监测和分析：对民主的支持、对外国人和少数民族的宽容、对性别平等的支持、宗教的作用和宗教信仰程度的变化、全球化的影响、对环境、工作、家庭、政治、民族认同、文化、多样性、不安全感和主观幸福感的态度。
意大利前总理、欧盟委员会第十任主席罗马诺·普罗迪这样评价世界志愿者协会的工作：
随着世界全球化的不断推进，理解多样性变得越来越重要。持有不同信仰和价值观的人们可以共同生活、共同工作，但要做到这一点，就必须理解和欣赏他们独特的世界观。

## 见解
多年来，世界信仰联盟已经证明，人们的信仰在经济发展、民主制度的出现和繁荣、性别平等的提高以及社会有效治理的程度中发挥着关键作用。
英格尔哈特-韦尔泽尔文化地图
政治学家罗纳德-英格尔哈特（Ronald Inglehart）和克里斯蒂·韦尔策尔（Christian Welzel）对 WVS 数据的分析表明，世界跨文化差异有两个主要方面：
1. 传统价值观与世俗理性价值观
2. 生存价值观与自我表达价值观。

全球文化地图显示了各个社会在这两个维度上的位置。在这张地图上，向上移动反映了从传统价值观到世俗理性价值观的转变，向右移动反映了从生存价值观到自我表达价值观的转变。
传统价值观强调宗教、亲子关系、服从权威和传统家庭价值观的重要性。接受这些价值观的人也反对离婚、堕胎、安乐死和自杀。这些社会具有高度的民族自豪感和民族主义观念。
世俗理性价值观的偏好与传统价值观相反。这些社会不太重视宗教、传统家庭价值观和权威。离婚、堕胎、安乐死和自杀被视为相对可以接受的行为。
生存价值观强调经济和人身安全。它与相对以种族为中心的观念以及较低的信任和宽容度有关。
自我表达价值观高度重视环境保护，对外国人、男女同性恋者和性别平等的容忍度不断提高，以及对参与经济和政治生活决策的要求不断提高。
克里斯蒂韦尔泽尔提出了解放价值观和世俗价值观的概念。他利用世界价值观调查数据对这些价值观进行了测量。解放价值观是自我表达价值观的更新版本。世俗价值观是传统与世俗理性价值观的更新版本。生存价值观与自我表达价值观以及传统理性价值观与世俗理性价值观是采用正交因子分析技术提取的因子，该技术禁止两个量表相互关联。解放价值观和世俗价值观的测量方式尽可能忠实地呈现数据，即使这会导致量表之间存在相关性。世俗价值观指数与解放价值观指数呈正相关。 

### 文化差异
一个略微简化的分析是，一个国家在生活水平提高之后，通过工业化从发展中国家过渡到后工业化知识社会，往往会从左下角（穷国）向右上角（富国）的方向对角移动，这表明在两个维度上都发生了过渡。
然而，民众的态度也与该国占主导地位的哲学、政治和宗教观念高度相关。世俗理性价值观和唯物主义是由法国大革命中的哲学家和左翼政治派别所制定的，因此尤其可以在具有悠久社会民主或社会主义政策历史的国家以及大部分人口在大学学习过哲学和科学的国家中观察到。生存价值观是东方国家的特征，自我表现价值观是西方国家的特征。在自由的后工业经济中，越来越多的人口在成长过程中将生存和思想自由视为理所当然，因此自我表达受到高度重视。

### 示例
- 在传统和生存价值观方面得分较高的社会：津巴布韦、摩洛哥、约旦、孟加拉国。
- 在传统和自我表达价值观方面得分较高的社会：大多数拉丁美洲国家、爱尔兰。
- 世俗理性和生存价值观得分较高的社会：俄罗斯、保加利亚、乌克兰、爱沙尼亚。
- 世俗理性和自我表达价值观得分高的社会：日本、北欧国家、比荷卢三国、德国、瑞士、捷克、斯洛文尼亚、法国。

### 性别价值观
世界价值观调查中心的研究结果表明，对性别平等的支持不仅仅是民主化的结果。它是更广泛的文化变革的一部分，这种变革正在改变工业化社会，并引起大众对日益民主的制度的要求。尽管世界上大多数人仍然认为男性比女性更能成为政治领袖，但这种观点在发达工业化社会中正在逐渐消退，在欠发达国家的年轻人中也是如此。 
联合国开发计划署使用世界价值观调查数据来计算性别社会规范指数。该指数衡量全球对性别平等的态度，并从2019年开始被纳入 《人类发展报告》。该指数由四个部分组成，衡量政治、教育和经济领域的性别态度以及与家庭暴力相关的社会规范。 

### 宗教
世界价值观调查的数据涵盖了人们宗教取向的几个重要方面。其中一项研究追踪了人们参与宗教活动的程度以及他们对宗教信仰的重视程度。 2000 年的数据显示，98% 的印度尼西亚民众认为宗教在他们的生活中非常重要，而在中国，只有 3% 的民众认为宗教非常重要。 另一方面涉及人们对宗教与政治关系的态度，以及他们是否认可试图影响政府决策和人们投票偏好的宗教发言人。
在对最新一波（6）世界价值观调查数据进行因素分析时，布达佩斯考文纽斯大学的阿诺·陶施 (Arno Tausch ) 发现，约瑟夫·熊彼特传统中的家庭价值观和罗伯特·巴罗研究传统中的宗教价值观可以成为社会的重要积极资产。对法律国家的不信任、影子经济、远离利他主义价值观、对民主的日益疲劳以及缺乏创业精神等负面现象都与宗教信仰的丧失有关。 Tausch 对来自 45 个数据完整的国家/地区的 78 个变量进行了 promax 旋转因子分析，并计算了这 45 个数据完整的国家/地区和全球 9 个主要宗教派别的绩效指数。因此，犹太教和新教成为最紧密结合宗教与启蒙运动传统的宗教。 

### 幸福感和生活满意度
世界价值观调查协会的数据显示，在有长期数据的 52 个国家中，从 1981 年到 2007 年，45 个国家的幸福感有所上升。 自 1981 年以来，经济发展、民主化和社会宽容度的提高，提高了人们对自由选择权的感知程度，进而提高了世界各地的幸福感，支持了人类发展理论。 

### 发现
调查的一些基本结果如下
1. 不同社会中人类价值观的差异可归结为两大维度：第一维度是 “传统价值观与世俗理性价值观”，第二维度是 “生存价值观与自我表现价值观”。[10]
2. 在第一个维度上，传统价值观强调宗教信仰、民族自豪感、尊重权威、服从和婚姻。世俗理性价值观强调的则恰恰相反。[10]
3. 在第二个维度上，生存价值观涉及安全优先于自由、不接受同性恋、不参与政治行动、不信任外人和幸福感薄弱。自我表现价值观则与所有这些方面相反。[10]
4. 根据 “经修订的现代化理论”，价值观会随着现代性的某些方面发生可预见的变化。当人们的生存安全感增强时，他们的优先考虑就会从传统价值观转向世俗理性价值观（当他们的生存安全感降低时，他们的优先考虑就会从世俗理性价值观倒退到传统价值观）。[10]
5. 生存安全感的最大增长发生在从农业社会向工业社会过渡的过程中。因此，从传统价值观向世俗理性价值观的最大转变也发生在这一阶段。[10]
6. 随着个人能动性的增强，人们的优先考虑从生存价值转向自我表现价值（或随着个人能动性的减弱，从自我表现价值倒退到生存价值）。[10]
7. 随着工业社会向知识社会的过渡，个人能动性得到了最大程度的提高。因此，从生存价值到自我表现价值的最大转变也发生在这一阶段。[10]
8. 世界各地社会的价值观差异呈现出明显的文化区模式。中东的伊斯兰社会最强调传统价值观和生存价值观。相比之下，北欧新教社会最强调世俗理性价值观和自我表达价值观。[11]
9. 这些文化区差异反映了整个社会群体进入现代性的不同历史路径。这些路径说明了人们对存在安全感和个人能动性的不同感受，反过来又说明了他们对世俗-理性价值观和自我表现价值观的不同强调。[11]
10. 社会内部的价值观也因性别、辈分、种族、宗教信仰、教育程度、收入等方面的差异而不同。[12]
11. 一般来说，生活条件为人们提供了更强的生存安全感和个人能动性的群体，更强调世俗理性价值观和自我表现价值观。[12]
12. 然而，社会内部人们价值观的差异与社会之间的差异相比，要相差五到十倍。在全球范围内，不同社会之间的基本生活条件差异仍然远大于社会内部的差异，影响人们价值观的生存安全感和个人能动性体验也是如]。[12]
13. 自我表达价值观的一个特定子集--解放价值观--强调选择自由和机会平等。因此，解放价值观涉及生活方式自由、性别平等、个人自主和人民的声音等优先事项。[13]
14. 解放价值观是更广泛的人类赋权进程的关键文化组成部分。这一进程一旦启动，就能赋予人们在行动过程中行使自由的权力。[14]
15. 一旦启动，增强人的权能将在三个层面取得进展。在社会经济层面，随着行动资源的不断增长，人们行使自由的能力也在不断提高。在社会文化层面，随着解放价值观的不断提升，人们行使自由的愿望不断增强，人的赋权也在不断推进。在法律-制度层面，随着扩大的民主权利增加了人们行使自由的权利，增强人的权能也在不断推进。[11]
16. 增强人的权能是增强能力、愿望和应享权利的实体。作为一个实体，增强人的权能在其三个层面中的每一个层面都趋于良性螺旋上升或恶性螺旋下降。[15]
17. 作为人类赋权的文化组成部分，解放价值观在多方面具有重大影响。其一，解放价值观确立了现代个人主义的公民形式，有利于群体外的信任和对他人的世界主义取向。[16]
18. 解放价值观鼓励非暴力抗议，甚至是冒着被镇压的风险。因此，解放价值观提供了激活社会的社会资本，使公众更具自我表达能力，并为公民社会注入活力。解放价值观促进了整个社会的公民能动性。[17]
19. 如果解放价值观在民主国家日益壮大，它们就有助于防止脱离民主的运动。[18]
20. 如果解放价值观在不民主的国家日益强大，它们就会引发走向民主的运动。[18]
21. 解放价值观之所以能产生这些影响，是因为它们鼓励群众行动，使掌权者面临维持、巩固或建立民主的压力，这取决于当前民主面临的挑战是什么。[18]
22. 已发现的有利于民主的客观因素（包括经济繁荣、收入平等、种族同质性、世界市场一体化、全球媒体曝光率、与民主邻国关系密切、新教传统、社会资本等）对民主产生影响，主要是因为这些因素有利于解放价值观。[18]
23. 解放价值观不会增强人们对民主的渴望，因为在这个历史阶段，人们对民主的渴望是普遍的。但是，解放价值观确实改变了人们对民主的渴望。它们是以双重方式改变的。[19]
24. 其一，解放价值观使人们对民主的理解更加自由：解放价值观较强的人强调民主的赋权特征，而不是生计和法律秩序问题。[19]
25. 其次，解放价值观使人们对本国民主水平的评估更具批判性：解放价值观较强的人对本国民主表现的评价不是过高而是过低]。[19]
26. 因此，解放价值观共同产生了对民主的批判-自由愿望。批判-自由主义的民主愿望是民主改革的强大动力。而且，它也是预测一个国家的有效民主水平和其他善治指标的最佳指标。无论是民主传统还是认知动员，都无法解释解放价值观对批判自由主义民主愿望的强大积极影响。[19]
27. 解放价值观是推动妇女赋权的最重要因素。经济、宗教和制度因素之所以能促进妇女赋权，在很大程度上是因为它们培育了解放价值观。[13]
28. 解放价值观改变了人们的生活战略，从强调确保体面的生计水平转向增强人的能动性。随着从维持生计到发挥能动性的转变影响到整个社会，主观幸福感的总体水平也随之提高。[14]
29. 人类赋权进程的解放后果并非 “西方 ”文化的特有现象。在 “西方 ”推动解放价值观和批判自由主义民主愿望的赋权过程，在 “东方 ”和其他文化区也同样如此。[20]
30. 伊斯兰教的社会主导地位和个人对穆斯林身份的认同都削弱了解放价值观。但在受过高等教育的年轻穆斯林中，尤其是在受过高等教育的年轻穆斯林妇女中，穆斯林与非穆斯林在解放价值观上的差距缩小了。[21]

2013 年的一项分析指出，在不同国家，回答 “不希望有不同种族邻居 ”的人数从许多国家的 5%以下到约旦的 51.4%不等，欧洲的差异也很大。
根据2017-2020年世界价值观调查，95%的中国受访者对本国政府有重大信心，而世界平均水平为45%的政府满意度 

### 历史
世界价值观调查旨在检验这一假设：经济和技术变革正在改变工业化社会公众的基本价值观和动机。该项调查以 1981 年首次进行的欧洲价值观研究(EVS) 为基础。 EVS 在Jan Kerkhofs和Ruud de Moor的支持下开展，目前仍以荷兰蒂尔堡大学为基地。 1981 年的研究主要局限于发达社会，但人们对这个项目的兴趣非常广泛，调查范围覆盖了六大洲的二十多个国家。密歇根大学的罗纳德·英格尔哈特在将这些调查扩展到世界各国的过程中发挥了主导作用。如今该网络包括来自 100 多个国家的数百名社会科学家。
调查以 5 至 10 年为间隔，分波次重复进行。下表列出了调查的年份：
世界价值观调查浪潮
| 次数 | 调查年份            |
| ---- | ------------------- |
| 1    | 1981-1984           |
| 2    | 1990-1994           |
| 3    | 1995-1998           |
| 4    | 1999-2004           |
| 5    | 2005-2009           |
| 6    | 2010-2014           |
| 7    | 2017-2020           |
| 8    | 计划于 2023-2026 年 |

第一波调查的结果表明，政治、经济生活、宗教、性别角色、家庭规范和性规范等基本价值观正在发生代际变化。年轻一代的价值观与老一代的价值观始终不同，尤其是在经济快速增长的社会中。为了检验这些价值观是否真的发生了变化并分析其根本原因，1990-91 年进行了第二波 WVS 调查。由于这些变化似乎与经济和技术发展有关，因此将整个发展阶段的社会（从低收入社会到富裕社会）纳入调查范围非常重要。
1995-97 年开展了第三轮调查，这次调查在 55 个社会中进行，更加注重分析民主的文化条件。第四轮调查于 1999-2001 年在 65 个社会中进行。一个主要目标是更好地覆盖非洲和伊斯兰社会，因为这些社会在以前的调查中代表性不足。第五次调查于 2005-07 年进行，第六次调查于 2011-12 年进行。
由于该项目源于欧洲，世界志愿服务调查的早期工作以欧洲为中心，非洲和东南亚的代表很少。为了扩大规模，世界人口动态调查采用了分散式结构，来自世界各国的社会科学家参与了数据的设计、执行和分析，以及调查结果的发布。作为提供本国社会调查数据的回报，每个小组都能立即获得所有参与社会的数据，使他们能够从更广泛的角度分析社会变革。
WVS 网络用 20 种语言出版了 300 多种出版物，二级用户又出版了几千种出版物。WVS 的数据库已在互联网上发布，可供免费访问。
世界价值观调查的官方档案位于西班牙马德里[ASEP/JDS]。、

### 方法论
世界价值观调查采用抽样调查作为数据收集模式，通过采访具有代表性的国家个人样本来系统化、标准化地收集信息。抽样调查的基本阶段是问卷设计；抽样；数据收集和分析。

#### 问卷设计
每轮调查都会征求来自世界各地的社会科学家的问题建议，最终以英文制定一份主问卷。自 1981 年启动以来，每一波浪潮都比前一波浪潮覆盖了更广泛的社会范围。对每波数据的分析表明，某些问题涉及有趣且重要的概念，而其他问题则价值不大。这使得更有用的问题或主题在未来的浪潮中被复制，而不太有用的问题或主题则被放弃，为新的问题腾出空间。 
调查表被翻译成各国语言，在许多情况下还被独立翻译回英语，以检查翻译的准确性。在大多数国家，翻译后的调查表都经过预先测试，以帮助确定翻译有问题的问题。在某些情况下，某些有问题的问题会从国家调查表中省略。

#### 采样
样本来自18岁及以上的全体人口。最小样本量为 1000。大多数国家不设定年龄上限，而是采用某种形式的分层随机抽样来获取具有代表性的全国样本。在第一阶段，根据给定的社会统计区域、地区、人口普查单位、选举区、选民名册或投票站和中央人口登记册随机选择抽样点。大多数国家都会考虑这些初级抽样单位的人口规模和/或城市化程度。在一些国家，个人是从国家登记册中抽取的。 
样本从 18 岁及以上的全部人口中抽取。最低抽样为 1000 人。大多数国家不设年龄上限，并采用某种形式的分层随机抽样来获得具有代表性的全国样本。在第一阶段，根据给定的社会统计区域、地区、人口普查单位、选举部门、选民名册或投票地点以及中央人口登记册随机选择抽样点。大多数国家会考虑到这些初级抽样单位的人口规模和/或城市化程度。有些国家则从国家登记册中抽取个人。

#### 数据收集和实地工作
经过抽样后，每个国家都会得到一份具有代表性的本国公众全国样本。然后，世界价值观调查执行委员会决定在有限的时间内，使用统一结构的问卷对这些人进行采访。该调查由专业机构进行，采用面对面访谈或针对偏远地区的电话访谈。每个国家都有一位首席研究员（在学术机构工作的社会科学家），负责按照固定的规则和程序开展调查。在实地工作期间，该机构必须根据特定的清单以书面形式报告。在 WVS 数据档案中，对采样设计和结果进行了内部一致性检查，并遵循了严格的数据清理程序。在完整文件交付之前，任何国家都不会被纳入其中。这是指包含已完成方法问卷的数据集。 以及一份有关特定国家的信息报告（例如实地调查期间的重要政治事件、该国特有的问题）。一旦所有调查完成，首席研究员就可以访问所有调查和数据。

#### 分析
世界价值观调查小组与从所研究的每个社会招募的顶尖社会科学家合作。他们代表了广泛的文化和视角，这使得在解释调查结果时可以借鉴消息灵通的业内人士的见解。它还有助于向新的国家传播社会科学技术。
每个参与调查的研究小组都会根据自己的假设对调查结果进行分析。由于所有研究人员都从所有参与调查的社会中获取数据，因此他们也能够将自己社会中人们的价值观和信仰与其他社会中人们的价值观和信仰进行比较，并对其他假设进行检验。此外，参与者还应邀参加国际会议，在会上与 WVS 网络的其他成员比较研究结果和解释。然后通过国际会议和联合出版物传播研究结果。

#### 用法
超过10万名研究人员、记者、政策制定者和其他人下载了世界价值观调查的数据。数据可在 WVS 网站上获取，该网站包含为在线分析而开发的工具。 

## 治理与资金
世界价值观调查是一个由社会科学家组成的网络，由一个中心机构--世界价值观调查协会--负责协调。它是一个非营利性组织，总部设在瑞典斯德哥尔摩，有自己的章程和任务说明。该项目由一个代表世界所有地区的执行委员会指导。委员会还得到科学咨询委员会、秘书处和档案馆的支持。WVS 执行委员会负责协会的领导和战略规划。它负责招募新成员、组织会议和研讨会、数据处理和分发、能力建设以及促进出版物和成果的传播。WVS 执行委员会还为中心职能筹集资金，并协助成员团体筹集资金。
每个国家工作队负责自己的费用，大多数调查资金由当地资金资助。然而，在无法获得地方资金的情况下，已获得中央资金。目前，WVS 秘书处和 WVS 执行委员会的活动由瑞典银行三百周年基金会资助。其他资金来自美国国家科学基金会、瑞典国际发展合作署(SIDA)、大众基金会、德国科学基金会 (DFG)和荷兰教育、文化和科学部。

## 媒体报道
世界价值观调查的数据已被大量学术出版物采用，其调查结果已在以下媒体上报道： BBC 新闻、    《彭博商业周刊》 、 《中国日报》 、 《中外对话》网站、  有线电视新闻网、     《明镜周刊》、    《标准报》 、  《共和国日报》 、  《选举报》、   《世界报》 、  《新苏黎世报》、   《新闻周刊》 、  《南德意志报》 、   《时代》 、    《经济学人》 、 《卫报》 、 《纽约客》 、《纽约时报》、 《悉尼先驱晨报》 、 《华盛顿邮报》 、 《世界发展报告》  

## 世界价值观论文系列：世界价值观研究
世界价值研究公司（WVR），注册为ISSN 2000-2777 ，是世界价值观调查协会的官方在线论文系列。 本系列由协会执行委员会编辑。 WVR 根据世界价值观调查数据的证据发表具有高科学标准的研究论文。 WVR 中的论文遵循良好的学术实践并遵守与世界价值观调查协会使命一致的道德规范。提交的论文的发表尚待世界价值观调查协会执行委员会的内部审查。 WVR 论文基于世界价值观调查的数据提出了原创研究，为人类价值观主题提供了新证据和具有理论意义的新见解。 已发表的 WVR 论文档案可在该项目的网站上查阅。 

## 引用
1. ↑  Inglehart et al. 2004，第xiii頁.
2. ↑  以宗教或信仰为名的性别暴力和歧视 宗教或信仰自由特别报告员的报告
3. 1 2 3 4 5  Ronald Inglehart; Chris Welzel.  [WVS 世界文化地图]. WVS.   [6 October 2014]. （原始内容存档于October 19, 2013）.
4. ↑  Inglehart, Ronald F.  [第三章 全球文化模式]. Cambridge University Press. 2018: 47. ISBN 978-1-108-61388-0. doi:10.1017/9781108613880.
5. ↑  Alesina, Giuliano & Nunn 2010.
6. ↑  United Nations Development Programme. 2020 Human Development Perspectives. Tackling social norms: A game changer for gender inequalities （页面存档备份，存于）. Pages 6-8.联合国开发计划署。2020 年人类发展展望。解决社会规范问题：改变性别不平等的局面。第 6-8 页。
7. ↑  Inglehart et al. 2004，第2頁.
8. ↑  Tausch A. (2015) Towards new maps of global human values, based on World Values Survey (6) data. Corvinus University Budapest https://ideas.repec.org/p/pra/mprapa/63349.html （页面存档备份，存于）Tausch A. (2015) 基于世界价值观调查 (6) 数据，绘制全球人类价值观新地图。布达佩斯考文纽斯大学 https://ideas.repec.org/p/pra/mprapa/63349.html
9. 1 2  WVSA.  [丹麦是世界上最幸福的国家吗？]. WVS.   [9 September 2015]. （原始内容存档于October 19, 2013）.
10. 1 2 3 4 5 6 7  Inglehart & Welzel 2005，chapter 2.
11. 1 2 3  Welzel, Inglehart & Klingemann 2003，第341–80頁.
12. 1 2 3  Inglehart & Welzel 2010，第551–67頁.
13. 1 2  Alexander & Welzel 2010，第1–21頁.
14. 1 2  Welzel & Inglehart 2010，第43–63頁.
15. ↑  Welzel & Inglehart 2008，第126–40頁.
16. ↑  Welzel 2010，第1–23頁.
17. ↑  Welzel, Inglehart & Deutsch 2005，第121–46頁.
18. 1 2 3 4  Welzel 2007，第397–424頁.
19. 1 2 3 4  Welzel & Inglehart 2010，第311–29頁.
20. ↑  Welzel 2011，第1–31頁.
21. ↑  Alexander & Welzel 2011.
22. ↑  A fascinating map of the world’s most and least racially tolerant countries Archive.today的存檔，存档日期2017-04-30一张有趣的地图，标示着世界上种族容忍度最高和最低的国家
23. ↑  Jin, Keyu.  [新中国剧本：超越社会主义和资本主义]. New York: Viking. 2023. ISBN 978-1-9848-7828-1.
24. ↑  World Values Survey.  [下载文档]. World Values Survey.   [30 January 2022].
25. 1 2 3 4   [建立全球社会科学家网络], （原始内容存档于April 9, 2014）.
26. ↑  Esmer 2004，第386頁.
27. ↑  Esmer 2004，第390頁.
28. ↑   [世界价值观调查], 2005  [2024-10-10], （原始内容存档于2018-05-19）.
29. ↑   [新指数发布], World values survey,   [2024-10-10], （原始内容存档于2018-03-16）.
30. ↑   [指数调查], World values survey,   [2024-10-10], （原始内容存档于2018-05-19）.
31. ↑   [宪法] (PDF), World values survey,   [2024-10-10], （原始内容存档 (PDF)于2016-05-13）.
32. ↑   [世界价值观调查],   [2024-10-10], （原始内容存档于2018-08-14）.
33. ↑  Schifferes, Steve.  [世界各地反美情绪的日益高涨可以用美国民族主义的特殊性质来解释。]. BBC News. 2003-06-06  [2 November 2013].
34. ↑  Easton, Mark.  [英国人的幸福感正在下降]. BBC News. 2006-05-02  [2 November 2013]. （原始内容存档于2009-02-16）.
35. ↑   [尼日利亚幸福指数调查结果显示最高]. BBC News. 2003-10-02  [2 November 2013]. （原始内容存档于2024-08-23）.
36. ↑  Kenny, Charles.  [为什么沙特阿拉伯会成为下一个南非]. Bloomberg.com (Bloomberg Businessweek). 7 October 2013  [2 November 2013]. （原始内容存档于October 7, 2013）.
37. ↑  Liang, Hong.  [种族主义盛行掩盖香港作为亚洲国际都会的声誉]. China Daily.   [2 November 2013]. （原始内容存档于2021-04-11）.
38. ↑  Nwokora, Zim.  [财富不能准确预测绿色价值观]. ChinaDialogue. 14 September 2012  [1 November 2013]. （原始内容存档于2019-12-24）.
39. ↑  Radcliff, Benjamin.  [拥有社会保障体系的西方国家更幸福]. CNN News. 25 September 2013  [2 November 2013]. （原始内容存档于2023-10-14）.
40. ↑  Fish, Steven, N.  [这就是民主，笨蛋！]. CNN News. 2011-02-10  [2 November 2013]. （原始内容存档于2023-11-21）.
41. ↑  Hoegberg, Alexandra.  [民意调查：新加坡人最不幸福吗？]. CNN News. 2012-12-21  [2 November 2013]. （原始内容存档于2022-12-06）.
42. ↑  Leggewie, Claus.  [全球市政厅：公民社会]. Der Spiegel. 24 September 2000  [2 November 2013]. （原始内容存档于2020-11-24）.
43. ↑  Follath, Erich.  [与民主的十字架]. Der Spiegel. 4 May 2008  [2 November 2013]. （原始内容存档于2020-11-26）.
44. ↑  Patalong, Frank.  [经合组织满意度指数：臭名昭著的抱怨者]. Der Spiegel. 26 May 2011  [2 November 2013]. （原始内容存档于2024-12-01）.
45. ↑   [全球满意度排名结果令人惊讶]. Der Standard.   [2 November 2013]. （原始内容存档于2013-11-03）.
46. ↑   [丹麦是世界上最幸福的国家]. Economia. 2010-08-01  [2 November 2013]. （原始内容存档于2015-09-12）.
47. ↑  Bielecki, Tomasz.  [当民主在俄罗斯枯萎时]. Gazeta. 5 July 2006  [2 November 2013]. （原始内容存档于2015-06-10）.
48. ↑   [世界上的种族主义——令人惊讶的研究结果]. Gazeta. 2013-05-25  [2 November 2013]. （原始内容存档于2019-12-24）.
49. ↑  Guélaud, Claire.  [不信任工厂]. Le Monde.fr (Le Monde). 8 February 2012  [2 November 2013]. （原始内容存档于2024-11-27）.
50. ↑  Thomä, Dieter.  [超资本主义材料]. Neue Zürcher Zeitung.   [2 November 2013]. （原始内容存档于2013-11-05）.
51. ↑  Geser, Hans.  [性别两极分化]. Neue Zürcher Zeitung.   [2 November 2013]. （原始内容存档于2013-11-05）.
52. ↑   [激进分子、反动派和第四派]. The Washington Post. 2011-11-04  [2 November 2013]. （原始内容存档于2016-05-07）.
53. ↑  Poelchau, Nina.  [我们会处理好的]. Sueddeutsche Zeitung Magazin. 20 August 2009  [2 November 2013]. （原始内容存档于2016-06-03）.
54. ↑  Breuer, Hubertus.  [太多的幸福也不好]. Sueddeutsche Zeitung. 17 May 2010  [2 November 2013]. （原始内容存档于2024-11-30）.
55. ↑  Stinchfield, Kate.  [幸福到什么程度才够幸福？]. Time Magazine. 2008-01-31  [2 November 2013]. （原始内容存档于2021-05-18）.
56. ↑   [丹麦人仍然是最幸福的，即使他们在杂货店不会打招呼]. Time Business and Money. 2008-07-02  [2 November 2013]. （原始内容存档于2013-11-06）.
57. ↑  Robles, Alan, C.  [幸福观：不需要太多]. Time Magazine. 2005-02-20  [2 November 2013]. （原始内容存档于2024-02-26）.
58. ↑   [拥有超能力的生活]. The Economist. 2003-01-02  [2 November 2013]. （原始内容存档于2017-09-09）.
59. ↑  Randerson, James.  [世界正变得更加幸福]. The Guardian. 27 August 2008  [1 November 2013].
60. ↑  Purnell, Newley.  [图片在泰国引发种族主义争论]. The New Yorker. 31 October 2013  [2 November 2013]. （原始内容存档于2014-02-19）.
61. ↑  Parker-Pope, Tara.  [中年危机蔓延全球]. The New York Times. 2008-01-30  [1 November 2013]. （原始内容存档于2021-08-03）.
62. ↑  Revkin, Andrew, C.  [幸福小王国的全新幸福标准]. The New York Times. 2005-10-04  [2 November 2013].
63. ↑  Dickson, John.  [信仰不再对社会有益]. The Sydney Morning Herald. 2009-02-03  [2 November 2013]. （原始内容存档于2017-06-11）.
64. ↑  Fisher, Max.  [一张有趣的地图，标示着世界上种族容忍度最高和最低的国家]. The Washington Post.   [1 November 2013]. （原始内容存档于2013-05-16）.
65. ↑  World Bank.  [2013年世界发展报告] (PDF). World Bank. 2012  [2024-10-10]. ISBN 978-0-8213-9575-2. doi:10.1596/978-0-8213-9575-2. （原始内容存档 (PDF)于2019-01-29）.
66. 1 2   [纸质系列], World values series,   [2024-10-10], （原始内容存档于2021-02-19）.
67. ↑   [投稿指南], World values series,   [2011-05-17], （原始内容存档于2018-08-08）.